# Apocephalus tritarsus
Apocephalus tritarsus är en tvåvingeart som beskrevs av Brown 1993. Apocephalus tritarsus ingår i släktet Apocephalus och familjen puckelflugor. Inga underarter finns listade i Catalogue of Life.